# Frederick Drandua
Frederick Drandua (ur. 12 sierpnia 1943 w Uleppi, zm. 1 września 2016) – ugandyjski duchowny katolicki, biskup Arua w latach 1986–2009.

## Życiorys
Święcenia kapłańskie otrzymał 9 sierpnia 1970.
27 maja 1986 papież Jan Paweł II mianował go biskupem diecezjalnym Arua. 15 sierpnia tego samego roku z rąk kardynała Emmanuela Nsubuga przyjął sakrę biskupią. 19 sierpnia 2009 ze względu na wiek na ręce papieża Benedykta XVI złożył rezygnację z zajmowanej funkcji.
Zmarł 1 września 2016.